# Insurrezione dei Comuneros
L'insurrezione dei Comuneros è stata una rivolta popolare armata avvenuta nel 1781 nel Vicereame della Nuova Granada. L'epicentro della rivolta fu la cittadina di Socorro, nell'attuale Colombia, tanto che l'evento è anche noto come insurrezione dei Comuneros di Socorro.
L'evento è ricordato da una poesia dal poeta cileno Pablo Neruda nel Canto General, una delle sue raccolte poetiche più importanti.
In precedenza, altre rivolte popolari avevano avuto questo nome: in particolare l'insurrezione delle comunità castigliane del 1520 e due rivolte comunere del Paraguay nel Seicento.

## Storia
Il fattore scatenante della rivolta fu un ulteriore aumento delle tasse voluto dal viceré della Nuova Granada, insieme alla reintroduzione della tassazione per il mantenimento della cosiddetta "Armada de Barlovento", ossia della flotta difensiva delle coste dalle incursioni corsare e piratesche.
Diciassette giorni dopo l'insurrezione, il 16 marzo 1781, la popolazione di Socorro - in particolar modo, dobbiamo pensare, i borghesi e i commercianti - si rivoltò contro la politica vicereale, formando una giunta rivoluzionaria chiamata "Común". L'esercito comunero arrivò fino alle porte di Bogotà, sede del visitatore reggente - praticamente vicario del viceré - Juan Francisco Gutiérrez de Piñeres: questi, grazie al compromesso favorito dall'intermediazione dell'arcivescovo Antonio Caballero y Góngora - in seguito divenuto viceré -, cedette alle pressioni dei rivoltosi. Le richieste dei comuneros, in trentacinque punti, furono sottoscritte nella cittadina di Zipaquirá.
Tuttavia una volta placata la situazione, il viceré giunto a Cartagena de Indias e messo al corrente della situazione sconfessò le capitolazioni di Zipaquirá. Allora alcuni comuneros tornarono alle armi, ma furono arrestati i principali capi della rivolta, tra cui Juan Francisco Berbeo e José Antonio Galán, condannati a morte con atroci supplizi.